# Bark at the Moon
Cet article concerne l'album d'Ozzy Osbourne. Pour la chanson du même chanteur, voir Bark at the Moon.
Albums de Ozzy Osbourne
Speak of the Devil
(1982) The Ultimate Sin
(1986)
Singles
1. Bark at the Moon
Sortie : 12 novembre 1983
2. So Tired
Sortie : 19 mai 1984

Bark at the Moon est le troisième album du chanteur de heavy metal britannique, Ozzy Osbourne. Il est sorti le 10 décembre 1983 sur le label Epic Records. Il fut réédité en 1995 dans sa version remasterisée, puis à nouveau en 2002, agrémenté de deux pistes supplémentaires.

## Historique
Il est le premier album studio d'Ozzy depuis le décès de Randy Rhoads. Celui-ci fut remplacé par Jake E. Lee ex-guitariste de Mickey Ratt et Rough Cutt. Celui-ci fut recommandé à Ozzy par Dana Strum (bassiste du groupe Slaughter) qui lui avait déjà présenté Randy Rhoads. Ozzy hésita un temps entre George Lynch (guitariste de Dokken) et Jake E.Lee, avant de choisir ce dernier.
C'est aussi au retour de Bob Daisley (basse) et à l'officialisation de Don Airey (ex-Rainbow) comme cinquième membre du groupe. Si Tommy Aldridge joue sur l'album, il sera rapidement remplacé par Carmine Appice avant de revenir participer à la tournée américaine.
Cet album fut enregistré en Angleterre aux Ridge Farm Studios et produit par Ozzy Osbourne, Bob Daisley et Max Norman. Si tous les titres sont signés Ozzy Osbourne, Bob Daisley révéla plus tard dans une interview, qu'en fait il avait composé toutes les musiques avec Jake E. Lee et écrit la presque totalité des paroles. Pour des raisons compliquées de contrats, Jake et lui acceptèrent de recevoir un paiement pour leur travail sans que leurs noms n'apparaissent dans les crédits de l'album.
Les deux singles et leurs clips vidéo furent largement diffusés à la radio et sur MTV ce qui permit à Bark at the Moon de se classer à la 19e place du Billboard 200 et de se vendra à plus de trois millions d'exemplaires aux États-Unis. Au Royaume-Uni, il se classa à la 24e place des charts.  Les singles Bark at the Moon (#20) et So Tired (#21) y seront également classés.
Peu de temps après la sortie de l'album, le canadien James Jollymore assassina une mère de famille âgée de 44 ans et ses deux fils le 31 décembre 1983 à Halifax. Il avouera que chaque fois qu'il écoute la chanson Bark at the Moon, il éprouve une sensation étrange et a envie de tuer quelqu'un.

## Liste des titres
- Tous les titres sont signés par Ozzy Osbourne.

Édition européenne 1983

### Face 1
1. Rock 'n' Roll Rebel - 5:28
2. Bark at the Moon - 4:14
3. You're No Different (To Me) - 5:00
4. Now You See It (Now You Don't) - 5:04

### Face 2
1. Forever - 5:23
2. So Tired - 3:57
3. Waiting for Darkness - 5:14
4. Spiders - 4:20

## Musiciens
- Ozzy Osbourne - chant
- Jake E. Lee - guitare, chœurs
- Bob Daisley - basse, chœurs
- Tommy Aldridge - batterie
- Don Airey - claviers, synthétiseurs

## Charts et certifications
| Pays             | Durée du classement | Meilleur classement |
| ---------------- | ------------------- | ------------------- |
| Canada           | 23 semaines         | 23e                 |
| États-Unis       | 29 semaines         | 19e                 |
| Nouvelle-Zélande | 1 semaine           | 50e                 |
| Royaume-Uni      | 7 semaines          | 24e                 |
| Suède            | 5 semaines          | 9e                  |

| Pays        | Ventes      | Certification | Date       |
| ----------- | ----------- | ------------- | ---------- |
| Australie   | 35 000 +    | Or            | 2021       |
| États-Unis  | 3 000 000 + | 3 × Platine   | 26/07/2000 |
| Canada      | 100 000 +   | Platine       | 1/04/1984  |
| Royaume-Uni | 60 000 +    | Argent        | 05/01/1984 |

Charts singles
| Année | Single              | Chart                  | Durée du classement | Position |
| ----- | ------------------- | ---------------------- | ------------------- | -------- |
| 1983  | Bark at the Moon    | Mainstream Rock Tracks | 13 semaines         | 12e      |
| 1983  | Bark at the Moon    | UK Singles Chart       | 8 semaines          | 21e      |
| 1984  | So Tired            | UK Singles Chart       | 9 semaines          | 20e      |
| 1984  | Rock' N' Roll Rebel | Mainstream Rock Tracks | 4 semaines          | 40e      |